# Homeokiesowia
Homeokiesowia is een geslacht van uitgestorven kreeftachtigen uit de klasse van de Ostracoda (mosselkreeftjes).

## Soorten
- Homeokiesowia epicopa Siveter, 1982 †
- Homeokiesowia frigida (Sarv, 1959) Schallreuter, 1979 †
- Homeokiesowia mida Schallreuter, 1990 †
- Homeokiesowia pernodosa (Oepik, 1937) Schallreuter, 1979 †